# 咖啡圈效应
咖啡圈效应（Coffee-ring Effect），又譯咖啡環效應，指当滴状液体在固体表面蒸發后，出现由内至外颜色逐渐加深的环圈的一种現象。最明顯的例子是咖啡噴濺在桌布上乾燥后留下的圆形痕跡。

## 流動機制
芝加哥大學的研究團隊在1997年於《自然》期刊發表论文，表明咖啡圈的出現是由於毛細現象固定了液滴的邊界，而接近邊緣蒸發的液體必須由內部的液體補充，因而形成由內部流向邊緣的液體流。這樣造成的流動幾乎可以把所有的溶質帶到邊緣。
Hu 和 Larson 於隨後的研究發現，蒸發效應在液滴內部會引發馬倫哥尼效應。這樣的流動如果過於強烈，實際上會把溶質粒子重新分配到液滴中心。因此如果要讓粒子累積在邊緣，液體中的馬倫哥尼流必須很弱。例如添加界面活性劑可以減少液體的表面張力梯度，并以此来減少流動的發生。Hu 和 Larson 也提到，水本身的馬倫哥尼流就相當微弱，在水中添加的介面活性劑更進一步削弱了馬倫哥尼流。
宾夕法尼亚大学研究小组认为，若固体表面的滴状液体内部悬浮着许多微粒物质（例如：咖啡滴），在液滴蒸发过程中，液滴并不是一圈一圈地慢慢削小，而是慢慢扁平。正是这样的「扁平渗流」推动了液滴中的微粒物质（咖啡）不断地向边缘聚集，当液滴被全部蒸发干之后更多的微粒留在边缘区域，形成了一个圆圈，也就出现了咖啡圈效应。Yunker等人還提出了減少咖啡圈效应的方法，例如将悬浮微粒的形状改为椭圆形后，而不是传统的圆形，微粒更能抵抗扁平渗流的作用, 因此椭圆微粒能留下更平整均匀的印记。